# مساهمة بريطانيا في مشروع منهاتن

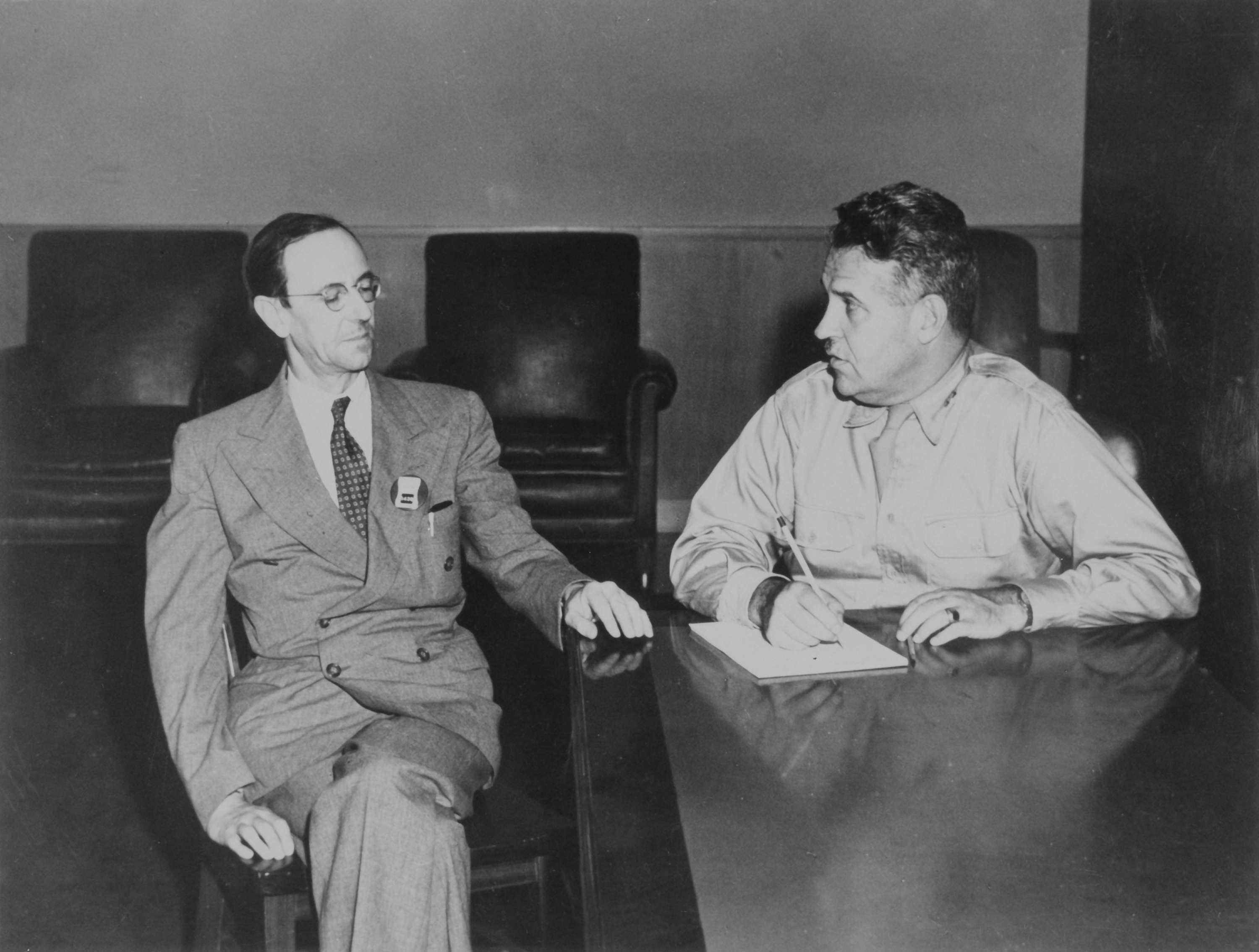
جيمس تشادويك (يسار)، رئيس البعثة البريطانية، مع اللواء ليزلي آر غروفز جونيور (يمين)، مدير مشروع مانهاتن

مساهمة بريطانيا في مشروع مانهاتن بدأت بجهود بذلت وأبحاث قدمت للولايات المتحدة بهدف المساعدة على تطوير أول قنابل ذرية في الولايات المتحدة خلال الحرب العالمية الثانية، وكانت بريطانيا قد ساعدت في استكماله حتى الانتهاء في أغسطس 1945 بتقديمها لخبرة اللازمة. بعد اكتشاف الانشطار النووي في اليورانيوم، حسب العالمان رودولف بيرلز وأوتو فريش في جامعة برمنغهام، في مارس 1940، أن الكتلة الحرجة للكرة المعدنية من اليورانيوم النقي -235 كانت أقل من 1 إلى 10 كيلوغرام (2.2 إلى 22.0 رطل) ، وفرضية انفجاره قد تكون بقوة آلاف الأطنان من الديناميت. دفعت مذكرة فريش - بيرلز بريطانيا إلى إنشاء مشروع قنبلة ذرية، يُعرف باسم سبائك الأنبوب. لعب مارك أوليفانت، الفيزيائي الأسترالي الذي كان يعمل في بريطانيا، دورًا أساسيًا في جعل نتائج تقرير مود البريطاني المعروف في الولايات المتحدة عام 1941 عن طريق زيارة شخصية. في البداية كان المشروع البريطاني أكبر وأكثر تقدمًا، ولكن بعد أن دخلت الولايات المتحدة الحرب، غطى المشروع الأمريكي على نظيره البريطاني وقزمه. قررت الحكومة البريطانية بعد ذلك وضع طموحاتها النووية على الرف، والاكتفاء بالمشاركة في المشروع الأمريكي.
وقع رئيس وزراء المملكة المتحدة، ونستون تشرشل في أغسطس 1943، اتفاقية كيبيك مع رئيس الولايات المتحدة، فرانكلين روزفلت، و١التي نصت على التعاون بين البلدين. أنشأت اتفاقية كيبيك لجنة السياسات المشتركة وصندوق التنمية المشترك لتنسيق جهود الولايات المتحدة والمملكة المتحدة وكندا. وسعت اتفاقية هايد بارك اللاحقة في سبتمبر 1944 هذا التعاون إلى فترة ما بعد الحرب. ساعدت بعثة بريطانية بقيادة والاس أكيرز في تطوير تكنولوجيا الانتشار الغازي في نيويورك. أنتجت بريطانيا أيضًا مسحوق النيكل الذي تتطلبه عملية الانتشار الغازي. مهمة أخرى، بقيادة أوليفانت الذي عمل نائب مدير مختبر بيركلي للإشعاع، ساعد في عملية الفصل الكهرومغناطيسي. بصفته رئيس البعثة البريطانية إلى مختبر لوس ألاموس، قاد جيمس تشادويك فريقًا متعدد الجنسيات من العلماء المتميزين من بينهم السير جيفري تايلور، وجيمس تاك، ونيلز بور، وبيرلز، وفريش، وكلاوس فوكس، الذي تم الكشف لاحقًا عن كونه ذريًا سوفيتيًا جاسوس. أصبح أربعة أعضاء من البعثة البريطانية قادة المجموعة في لوس ألاموس. لاحظ وليام بيني قصف ناغازاكي وشارك في عملية مفترق الطرق الاختبارات النووية في عام 1946.
انتهى التعاون مع قانون الطاقة الذرية لعام 1946، المعروف باسم قانون مكماهون، وغادر إرنست تيترتون، آخر موظف حكومي بريطاني، لوس ألاموس في 12 أبريل 1947. شرعت بريطانيا بعد ذلك في برنامج الأبحاث شديدة الانفجار، برنامجها الخاص بالأسلحة النووية، وأصبحت الدولة الثالثة التي تختبر سلاحًا نوويًا مطورًا بشكل مستقل في أكتوبر 1952.

## الأصول

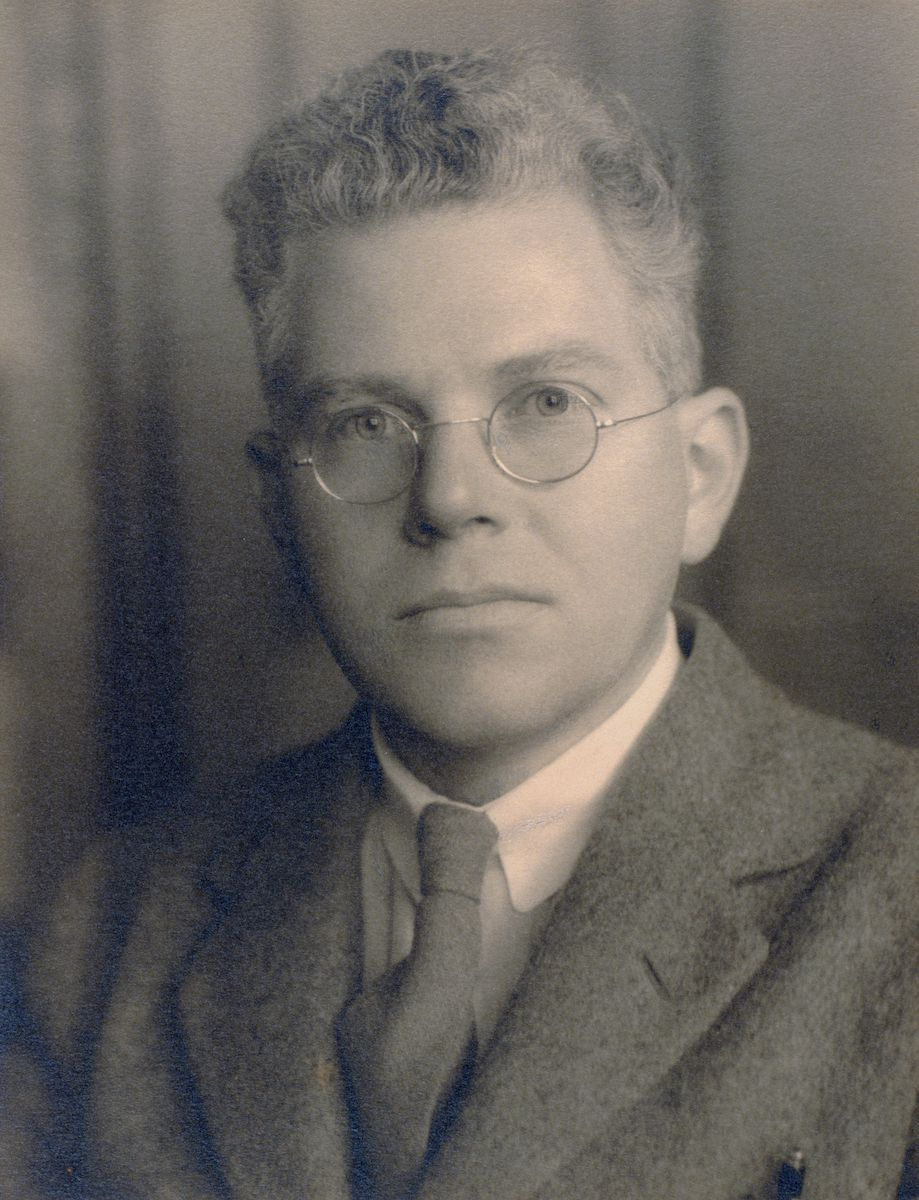
كان الفيزيائي الأسترالي مارك أوليفانت شخصية رئيسية في إطلاق برامج الأسلحة النووية البريطانية والأمريكية

أثار اكتشاف عام 1938 للانشطار النووي في اليورانيوم بواسطة أوتو روبرت فريش وفريتز ستراسمان وليز مايتنر وأوتو هان،  إمكانية إنشاء قنبلة ذرية قوية للغاية.  كان اللاجئون من ألمانيا النازية ودول فاشية أخرى قلقين بشكل خاص من فكرة مشروع الأسلحة النووية الألماني.  في الولايات المتحدة، تم نقل ثلاثة منهم، ليو زيلارد ويوجين ويغنر وألبرت أينشتاين، لكتابة رسالة أينشتاين-زيلارد إلى رئيس الولايات المتحدة، فرانكلين روزفلت، محذرًا من الخطر. أدى ذلك إلى قيام الرئيس بإنشاء اللجنة الاستشارية لليورانيوم. في بريطانيا، كان كل من الحائزين على جائزة نوبل في الفيزياء، جورج باجيت طومسون وويليام لورانس براغ، مهتمين بما يكفي لتناول هذه المسألة. وصلت مخاوفهم إلى سكرتير لجنة الدفاع الإمبراطوري، اللواء هاستينغز إسماي، الذي تشاور مع السير هنري تيزارد. مثل العديد من العلماء، كان تيزارد متشككًا في احتمالية تطوير قنبلة ذرية، حيث قدر احتمالات النجاح عند 100000 إلى 1. 
حتى في مثل هذه الاحتمالات الطويلة، كان الخطر كبيرًا بما يكفي لأخذها على محمل الجد. تم تكليف طومسون، في إمبريال كوليدج لندن، ومارك أوليفانت، الفيزيائي الأسترالي بجامعة برمنغهام، بإجراء سلسلة من التجارب على اليورانيوم. بحلول فبراير 1940، فشل فريق طومسون في إحداث تفاعل متسلسل في اليورانيوم الطبيعي، وقرر أنه لا يستحق المتابعة.  ولكن في برمنجهام، توصل فريق أوليفانت إلى نتيجة مختلفة تمامًا. كان أوليفانت قد فوض المهمة إلى اثنين من علماء اللاجئين الألمان، رودولف بيرلز وأوتو فريش، الذين لم يتمكنوا من العمل في مشروع رادار الجامعة لأنهم كانوا أجانب أعداء وبالتالي يفتقرون إلى التصريح الأمني اللازم.  قاموا بحساب الكتلة الحرجة للكرة المعدنية من اليورانيوم النقي -235 ، وهو النظير الانشطاري الوحيد الموجود بكميات كبيرة في الطبيعة، ووجدوا أنه بدلاً من الأطنان، كما افترض الجميع، أقل من 1 إلى 10 كيلوغرام (2.2 إلى 22.0 رطل) يكفي، والذي سينفجر بقوة آلاف الأطنان من الديناميت.  
أخذ Oliphant مذكرة Frisch-Peierls إلى Tizard ، وتم إنشاء لجنة مود لإجراء مزيد من التحقيق.  وجهت جهودًا بحثية مكثفة، وفي يوليو 1941، أنتجت تقريرين شاملين توصلا إلى استنتاج مفاده أن القنبلة الذرية لم تكن مجدية من الناحية الفنية فحسب، بل يمكن إنتاجها قبل انتهاء الحرب، ربما في أقل من عامين. أوصت اللجنة بالإجماع بمتابعة تطوير قنبلة ذرية كمسألة عاجلة، على الرغم من إدراكها أن الموارد المطلوبة قد تكون أكبر من تلك المتاحة لبريطانيا.   تم إنشاء مديرية جديدة تُعرف باسم Tube Alloys لتنسيق هذا الجهد. أصبح السير جون أندرسون، رئيس اللورد للمجلس، الوزير المسؤول، وتم تعيين والاس أكيرز من شركة Imperial Chemical Industries (ICI) مديرًا لشركة Tube Alloys. 

## التعاون الأنجلو أمريكي المبكر
في يوليو 1940، عرضت بريطانيا منح الولايات المتحدة إمكانية الوصول إلى أبحاثها العلمية،  وقام جون كوكروفت من بعثة تيزارد بإحاطة العلماء الأمريكيين بالتطورات البريطانية. اكتشف أن المشروع الأمريكي كان أصغر من المشروع البريطاني وليس متقدمًا كثيرًا.  كجزء من التبادل العلمي، تم نقل نتائج لجنة مود إلى الولايات المتحدة. أوليفانت، أحد أعضاء لجنة مود، سافر إلى الولايات المتحدة في أواخر أغسطس 1941، واكتشف أن المعلومات الحيوية لم تصل إلى علماء الفيزياء الأمريكيين الرئيسيين. التقى بلجنة اليورانيوم وزار بيركلي ، كاليفورنيا، حيث تحدث بشكل مقنع إلى إرنست أو.لورانس، الذي تأثر بما يكفي لبدء أبحاثه الخاصة في اليورانيوم في مختبر بيركلي للإشعاع. تحدث لورنس بدوره إلى جيمس بي كونانت وآرثر إتش كومبتون وجورج بي بيغرام. كانت مهمة أوليفانت ناجحة. أصبح علماء الفيزياء الأمريكيون على دراية بالقوة المحتملة للقنبلة الذرية.   مسلحًا بالبيانات البريطانية، فانيفار بوش، مدير مكتب البحث العلمي والتطوير (OSRD)، أطلع روزفلت ونائب الرئيس هنري أ.والاس في اجتماع بالبيت الأبيض في 9 أكتوبر 1941. 

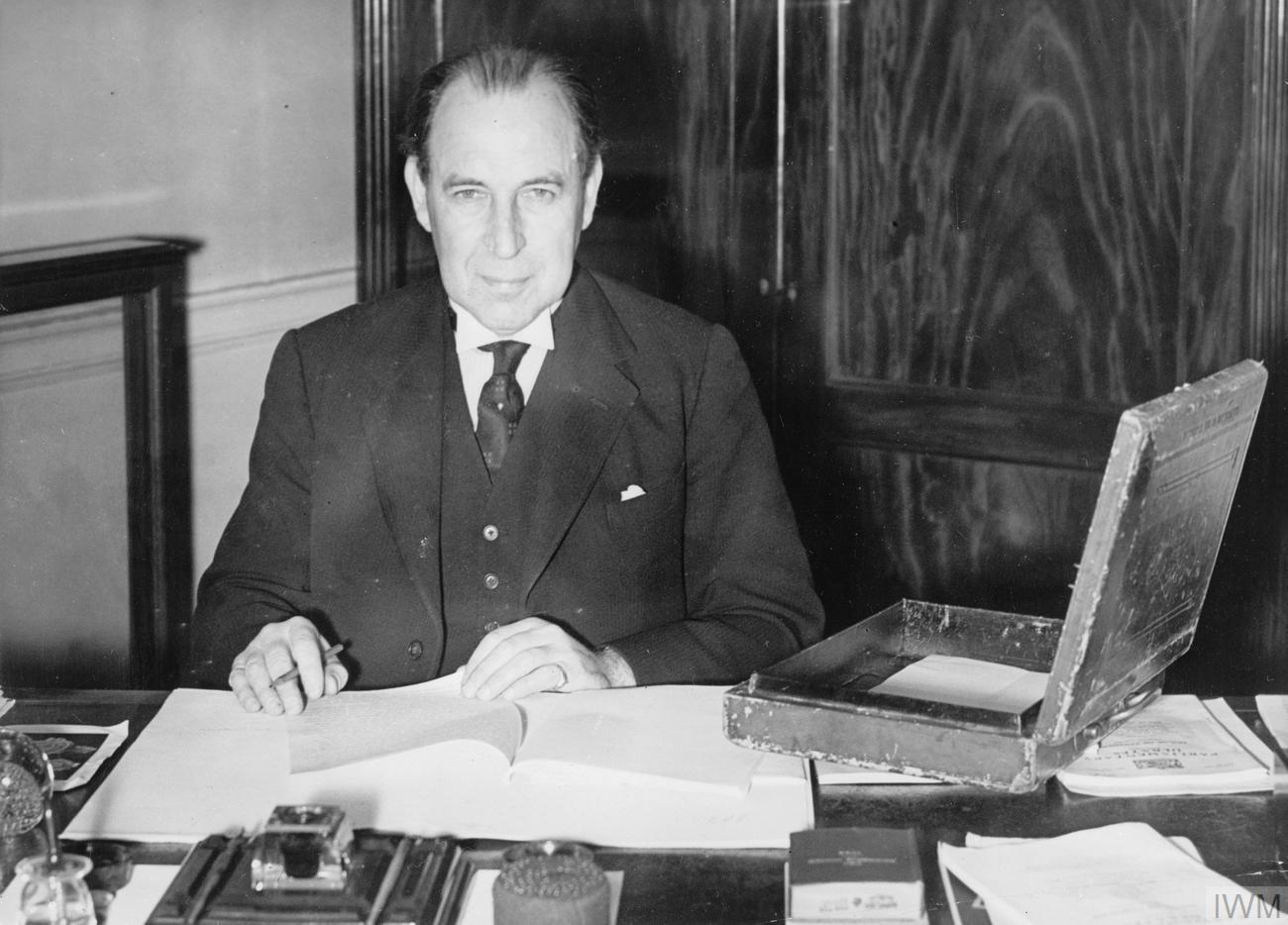
السير جون أندرسون ، الوزير المسؤول عن سبائك الأنبوب

تبادل البريطانيون والأمريكيون المعلومات النووية، لكنهم لم يضافوا جهودهم في البداية. لم يرد المسؤولون البريطانيون على عرض أغسطس 1941 من قبل بوش وكونانت لإنشاء مشروع بريطاني وأمريكي مشترك.  في نوفمبر 1941، أثار فريدريك ل. هوفدي، رئيس مكتب الاتصال في لندن في OSRD ، مسألة التعاون وتبادل المعلومات مع أندرسون واللورد شيرويل، اللذين اعترضوا، ظاهريًا بسبب مخاوف بشأن الأمن الأمريكي. ومن المفارقات أن المشروع البريطاني هو الذي تم اختراقه بالفعل من قبل الجواسيس النوويين للاتحاد السوفيتي. 
ومع ذلك، لم يكن لدى المملكة المتحدة القوة البشرية أو الموارد من الولايات المتحدة، وعلى الرغم من بدايتها المبكرة والواعدة، فقد تراجعت سبائك الأنبوب عن نظيرتها الأمريكية وتضاءلت أمامها.  كانت بريطانيا تنفق حوالي 430 ألف جنيه إسترليني سنويًا على البحث والتطوير، وكانت شركة متروبوليتان فيكرز تبني وحدات انتشار غازية لتخصيب اليورانيوم بقيمة 150 ألف جنيه إسترليني. لكن مشروع مانهاتن كان ينفق 8,750,000 جنيه إسترليني على البحث والتطوير، وقد سمح بعقود بناء بقيمة 100,000,000 جنيه إسترليني بمعدل ثابت في زمن الحرب يبلغ أربعة دولارات للجنيه الإسترليني.  في 30 يوليو 1942، نصح أندرسون رئيس وزراء المملكة المتحدة، ونستون تشرشل، بما يلي: «يجب أن نواجه حقيقة أن ... عملنا الرائد ... أصل متضائل وأنه ما لم نقم باستغلاله بسرعة، فسوف يتم تجاوزنا. لدينا الآن مساهمة حقيقية في» الاندماج«. قريباً سيكون لدينا القليل أو لا شيء». 
بحلول ذلك الوقت، انعكست مواقف البلدين عما كانت عليه في عام 1941.  كان الأمريكيون يشككون في أن البريطانيين كانوا يسعون للحصول على مزايا تجارية بعد الحرب،  والعميد ليزلي آر جروفز جونيور. ، الذي تولى قيادة مشروع مانهاتن في 23 سبتمبر 1942،  أراد تشديد الأمن بسياسة التقسيم الصارم المشابهة لتلك التي فرضها البريطانيون على الرادار.  قرر المسؤولون الأمريكيون أن الولايات المتحدة لم تعد بحاجة إلى مساعدة خارجية. شعر وزير الحرب، هنري إل ستيمسون، أنه نظرًا لأن الولايات المتحدة كانت تقوم "بتسعين بالمائة من العمل" على القنبلة، فسيكون "من الأفضل لنا المضي قدمًا في الوقت الحاضر دون مشاركة أي شيء أكثر مما يمكننا مساعدته" ".  في ديسمبر 1942، وافق روزفلت على تقييد تدفق المعلومات لما يمكن أن تستخدمه بريطانيا أثناء الحرب، حتى لو أدى ذلك إلى إبطاء المشروع الأمريكي.  ردًا على ذلك، توقف البريطانيون عن إرسال المعلومات والعلماء إلى أمريكا، ثم أوقف الأمريكيون تبادل المعلومات. 
نظر البريطانيون في كيفية إنتاج قنبلة بدون مساعدة أمريكية. مصنع انتشار غازي لانتاج 1 كيلوغرام (2.2 رطل) من اليورانيوم المستخدم في صنع الأسلحة يوميًا بتكلفة تصل إلى 3,000,000 جنيه إسترليني في البحث والتطوير، وأي شيء يصل إلى 50,000,000 جنيه إسترليني للبناء في بريطانيا في زمن الحرب. مفاعل نووي لانتاج 1 كيلوغرام (2.2 رطل) من البلوتونيوم يوميًا في كندا. سيستغرق البناء ما يصل إلى خمس سنوات وتكلفته 5,000,000 جنيه إسترليني. سيتطلب المشروع أيضًا منشآت لإنتاج الماء الثقيل المطلوب للمفاعل بتكلفة تتراوح بين 5.000.000 جنيه إسترليني و 10.000.000 جنيه إسترليني، ولإنتاج معدن اليورانيوم 1.500.000 جنيه إسترليني. سيحتاج المشروع إلى أولوية قصوى، حيث كان من المقدر أنه يتطلب 20.000 عامل، كثير منهم من ذوي المهارات العالية، و 500.000 طن من الفولاذ، و 500.000. كيلوواط من الكهرباء. سيكون تعطيل المشاريع الأخرى في زمن الحرب أمرًا لا مفر منه، ومن غير المرجح أن يكون جاهزًا في الوقت المناسب للتأثير على نتيجة الحرب في أوروبا. كان الرد بالإجماع أنه قبل الشروع في ذلك، يجب بذل جهد آخر للحصول على تعاون أمريكي. 

## استئناف التعاون

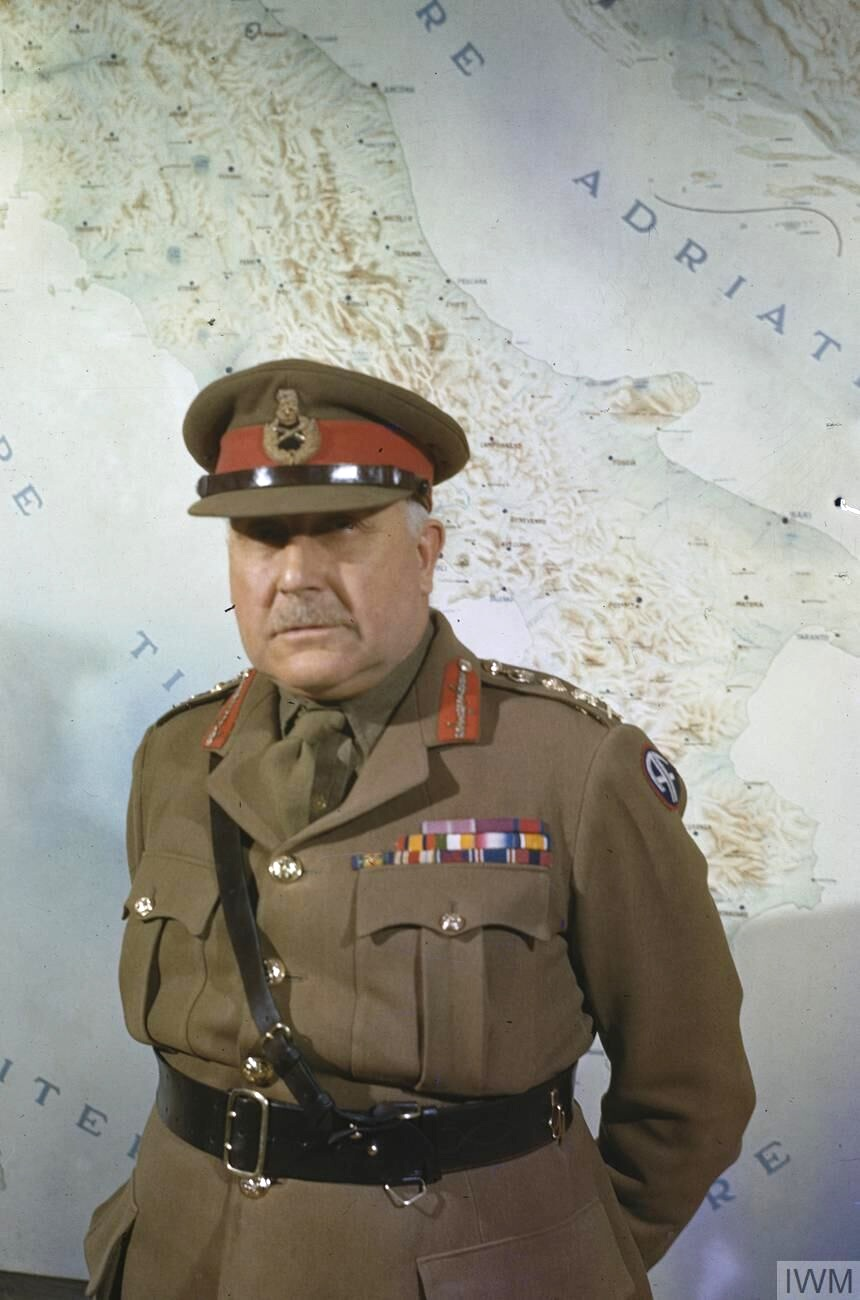
المشير السير هنري ميتلاند ويلسون ، ممثل بريطاني في لجنة السياسة المشتركة

بحلول مارس 1943، قرر كونانت أن المساعدة البريطانية ستفيد بعض مجالات المشروع. على وجه الخصوص، يمكن أن يستفيد مشروع مانهاتن بدرجة كافية من مساعدة جيمس تشادويك، مكتشف النيوترون، والعديد من العلماء البريطانيين الآخرين لتبرير مخاطر الكشف عن أسرار تصميم السلاح.  أراد بوش وكونانت وغروفز من تشادويك وبيرلس مناقشة تصميم القنبلة مع روبرت أوبنهايمر، ولا يزال كيلوج يريد تعليقات بريطانية على تصميم مصنع الانتشار الغازي. 
تناول تشرشل المسألة مع روزفلت في مؤتمر واشنطن في 25 مايو 1943، واعتقد تشرشل أن روزفلت أعطى التطمينات التي سعى إليها؛ لكن لم تكن هناك متابعة. التقى بوش وستيمسون وويليام بوندي بتشرشل وشيرويل وأندرسون في 10 داونينج ستريت في لندن. لم يكن أي منهم على علم بأن روزفلت قد اتخذ قراره بالفعل،  كتب إلى بوش في 20 يوليو 1943 مع تعليمات «لتجديد، بطريقة شاملة، التبادل الكامل مع الحكومة البريطانية فيما يتعلق بسبائك الأنبوب». 
كان ستيمسون، الذي أنهى للتو سلسلة من الجدل مع البريطانيين حول الحاجة إلى غزو فرنسا، مترددًا في الظهور بمظهر الاختلاف معهم حول كل شيء، وتحدث بعبارات تصالحية حول الحاجة إلى علاقات جيدة بعد الحرب بين البلدين. الدول. من جانبه، تبرأ تشرشل من الاهتمام بالتطبيقات التجارية للتكنولوجيا النووية.  أوضح شيرويل أن سبب القلق البريطاني بشأن التعاون في فترة ما بعد الحرب لم يكن مخاوف تجارية، ولكن بسبب امتلاك بريطانيا أسلحة نووية بعد الحرب.  ثم صاغ أندرسون اتفاقية للتبادل الكامل، والتي أعاد تشرشل صياغتها «بلغة أكثر فخامة».  وصلت أخبار قرار روزفلت إلى لندن في 27 يوليو، وأرسل أندرسون إلى واشنطن مع مسودة الاتفاقية.  وقع تشرشل وروزفلت على ما أصبح يعرف باتفاقية كيبيك في مؤتمر كيبيك في 19 أغسطس 1943.  
أنشأت اتفاقية كيبيك لجنة السياسة المشتركة لتنسيق جهود الولايات المتحدة والمملكة المتحدة وكندا. عمل ستيمسون وبوش وكونانت كأعضاء أمريكيين في لجنة السياسة المشتركة، وكان المارشال السير جون ديل والعقيد جي جي ليويلين من الأعضاء البريطانيين، وكان سي دي هاو هو العضو الكندي.  عاد ليويلين إلى المملكة المتحدة في نهاية عام 1943 وحل محله السير رونالد إيان كامبل في اللجنة، والذي تم استبداله بدوره بالسفير البريطاني لدى الولايات المتحدة، اللورد هاليفاكس، في أوائل عام 1945. توفي ديل في واشنطن العاصمة في تشرين الثاني (نوفمبر) عام 1944 وعُين مكانه كرئيس لبعثة الأركان البريطانية المشتركة وكعضو في لجنة السياسة المشتركة من قبل المارشال السير هنري ميتلاند ويلسون. 
حتى قبل توقيع اتفاقية كيبيك، كان أكرز قد أرسل بالفعل برقية إلى لندن بتعليمات بأن تشادويك، وبيرلز، وأوليفانت، وفرانسيس سيمون يجب أن يغادروا فورًا إلى أمريكا الشمالية. وصلوا في 19 أغسطس، اليوم الذي تم التوقيع عليه، متوقعين أن يكونوا قادرين على التحدث إلى العلماء الأمريكيين، لكنهم لم يتمكنوا من القيام بذلك. مر أسبوعان قبل أن يعلم المسؤولون الأمريكيون بمحتويات اتفاقية كيبيك.  على مدار العامين التاليين، اجتمعت لجنة السياسة المشتركة ثماني مرات فقط. 
كانت المناسبة الأولى في 8 سبتمبر 1943، بعد الظهر بعد أن اكتشف ستيمسون أنه كان الرئيس. أنشأ الاجتماع الأول لجنة فرعية فنية برئاسة اللواء فيلهلم د .  نظرًا لأن الأمريكيين لم يرغبوا في انضمام أكير إلى اللجنة الفرعية الفنية نظرًا لخلفيته في مبادرة التعاون الدولي، فقد رشح ليويلين تشادويك، الذي أراد أيضًا أن يكون رئيسًا للبعثة البريطانية في مشروع مانهاتن.  الأعضاء الآخرون هم ريتشارد سي تولمان، المستشار العلمي لغروفز، وسي جيه ماكنزي، رئيس المجلس القومي للبحوث الكندي.  تم الاتفاق على أن اللجنة الفنية يمكنها التصرف بدون استشارة لجنة السياسة المشتركة متى كان قرارها بالإجماع.  عقدت اللجنة الفرعية الفنية اجتماعها الأول في 10 سبتمبر، لكن المفاوضات استمرت. صدقت لجنة السياسة المشتركة على المقترحات في ديسمبر 1943، وفي ذلك الوقت كان العديد من العلماء البريطانيين قد بدأوا بالفعل العمل في مشروع مانهاتن في الولايات المتحدة.  
بقيت قضية التعاون بين مختبر ميتالورجيك لمشروع مانهاتن في شيكاغو ومختبر مونتريال . في اجتماع لجنة السياسة المشتركة في 17 فبراير 1944، ضغط تشادويك للحصول على الموارد لبناء مفاعل نووي في ما يعرف الآن بمختبرات نهر تشالك . وافقت بريطانيا وكندا على دفع تكلفة هذا المشروع، ولكن كان على الولايات المتحدة توفير الماء الثقيل. في ذلك الوقت، كانت الولايات المتحدة تسيطر، بموجب عقد توريد، على موقع الإنتاج الرئيسي الوحيد في القارة، وهو موقع شركة Consolidated Mining and Smelting Company في تريل ، كولومبيا البريطانية.   نظرًا لأنه من غير المحتمل أن يكون لها أي تأثير على الحرب، كان كونانت على وجه الخصوص لطيفًا بشأن الاقتراح، لكن مفاعلات الماء الثقيل كانت ذات أهمية كبيرة. كان غروفز على استعداد لدعم الجهد وتزويد الماء الثقيل المطلوب ، ولكن مع بعض القيود. سيكون لدى مختبر مونتريال إمكانية الوصول إلى البيانات من مفاعلات الأبحاث في أرجون ومفاعل الجرافيت X-10 في أوك ريدج ، ولكن ليس من مفاعلات الإنتاج في موقع هانفورد؛ ولن يتم إعطاؤهم أي معلومات عن البلوتونيوم. تمت الموافقة رسميًا على هذا الترتيب من قبل اجتماع لجنة السياسة المشتركة في 19 سبتمبر 1944.   أصبح مفاعل ZEEP الكندي (الركيزة التجريبية الخالية من الطاقة) حرجًا في 5 سبتمبر 1945.
دعم تشادويك التدخل البريطاني في مشروع مانهاتن إلى أقصى حد ، متخليًا عن أي آمال في مشروع بريطاني خلال الحرب.  وبدعم من تشرشل ، حاول ضمان تلبية كل طلب من غروفز للمساعدة. بينما كانت وتيرة البحث تتراجع مع دخول الحرب مرحلتها النهائية ، كان الطلب لا يزال كبيرًا على هؤلاء العلماء ، وكان ذلك على عاتق أندرسون وشيرويل والسير إدوارد أبليتون، السكرتير الدائم لقسم البحث العلمي والصناعي ، الذي كان مسؤولاً بالنسبة للسبائك الأنبوبية ، لإبعادهم عن مشاريع زمن الحرب التي كانوا يشاركون فيها دائمًا. 
وسعت اتفاقية هايد بارك في سبتمبر 1944 التعاون التجاري والعسكري في فترة ما بعد الحرب.   نصت اتفاقية كيبيك على عدم استخدام الأسلحة النووية ضد دولة أخرى دون موافقة متبادلة. في 4 يوليو 1945، وافق ويلسون على أن استخدام الأسلحة النووية ضد اليابان سيتم تسجيله كقرار من لجنة السياسة المشتركة.  

## مشروع الانتشار الغازي
حققت سبائك الأنبوب أكبر تقدم لها في تكنولوجيا الانتشار الغازي ،  وكان تشادويك يأمل في الأصل أن يتم بناء المصنع التجريبي على الأقل في بريطانيا.  ابتكر سايمون وثلاثة أجانب تقنية الانتشار الغازي ، نيكولاس كورتي من المجر ، وهاينريش كوهن من ألمانيا ، وهنري آرمز من الولايات المتحدة ، في مختبر كلارندون في عام 1940.  النموذج الأولي لمعدات الانتشار الغازي ، اثنان تم تصنيع نماذج المرحلة ونموذجين من عشر مراحل ،  بواسطة Metropolitan-Vickers بتكلفة 150.000 جنيه إسترليني للوحدات الأربع.  أضيفت فيما بعد آلتان أحاديتا المرحلة. يعني التأخير في التسليم أن التجارب على الآلة أحادية المرحلة لم تبدأ حتى يونيو 1943، ومع الآلة ذات المرحلتين حتى أغسطس 1943. تم تسليم الآلتين ذات العشر مراحل في أغسطس ونوفمبر 1943، ولكن بحلول هذا الوقت كان برنامج البحث الذي تم تصميمهما من أجله قد تجاوزته الأحداث. 

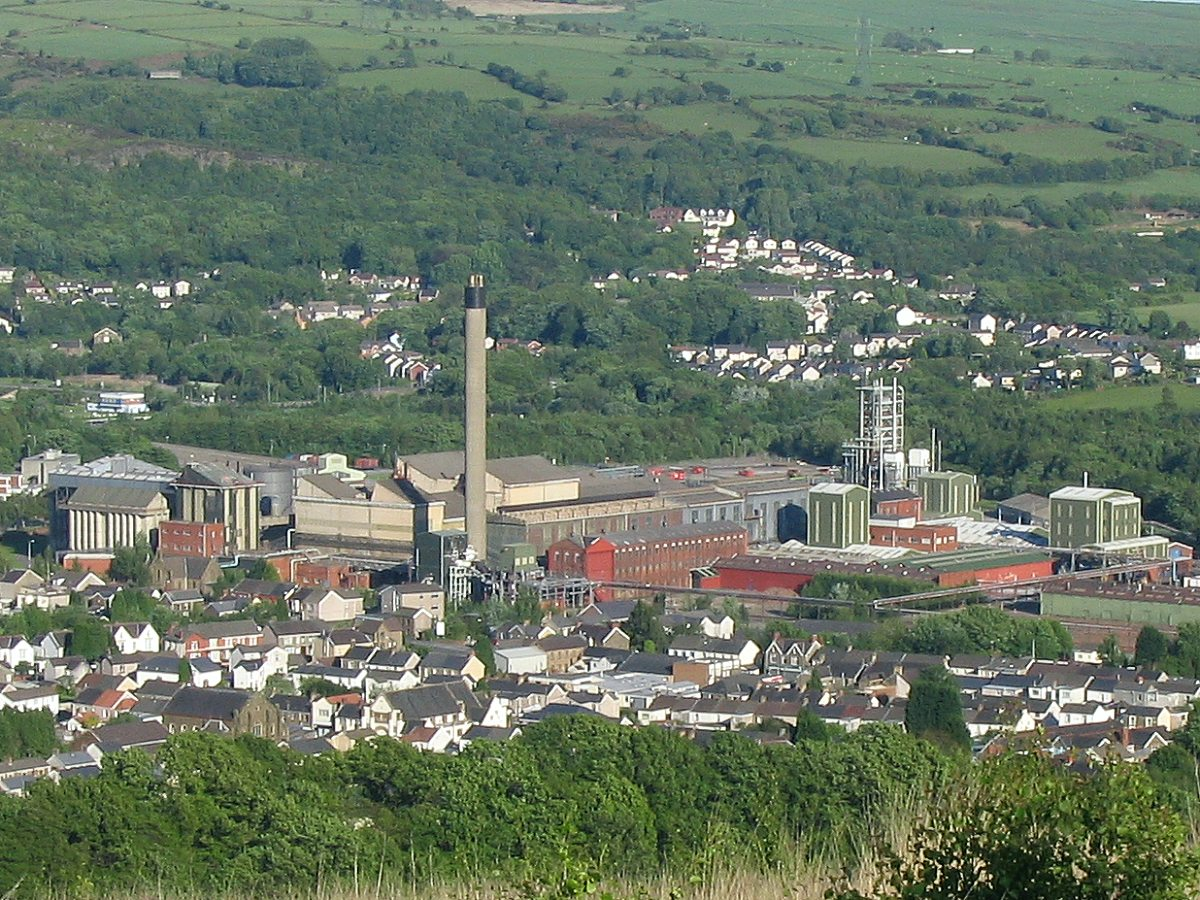
زودت مصفاة Clydach في ويلز ، التي شوهدت في عام 2006 ، مشروع مانهاتن بمسحوق النيكل بموجب Reverse Lend-Lease

أتاحت اتفاقية كيبيك لسيمون وبيرلز مقابلة ممثلي شركة Kellex ، الذين كانوا يصممون ويبنون مصنع الانتشار الغازي الأمريكي ، Union Carbide and Carbon ، الذي سيتولى تشغيله ، ومختبرات Harold Urey لمواد السبائك البديلة (SAM) في جامعة كولومبيا ، وهو مركز مشروع مانهاتن المكلف بالبحث والتطوير لهذه العملية. لقد كلف فقدان التعاون هذا العام مشروع مانهاتن ثمناً باهظاً. التزمت الشركات بجداول زمنية ضيقة ، ولم يتمكن المهندسون من دمج المقترحات البريطانية التي من شأنها أن تنطوي على تغييرات كبيرة. ولن يكون من الممكن بناء مصنع ثان. ومع ذلك ، كان الأمريكيون لا يزالون حريصين على الحصول على مساعدة بريطانية ، وطلب غروفز إرسال بعثة بريطانية للمساعدة في مشروع انتشار الغازات. في غضون ذلك ، تم ربط Simon و Peierls بـ Kellex. 
وصلت البعثة البريطانية المكونة من أكيرز وخمسة عشر خبيرًا بريطانيًا في ديسمبر 1943. كان هذا وقتًا حرجًا. وواجهت مشاكل خطيرة مع حاجز نوريس - أدلر. ابتكر الكيميائي الأمريكي إدوارد أدلر ومصمم الديكور الداخلي البريطاني إدوارد نوريس في معامل SAM ، مسحوق النيكل وحواجز انتشار شبكة النيكل المترسبة كهربائياً. كان لا بد من اتخاذ قرار بشأن المثابرة عليها أو التحول إلى حاجز النيكل المسحوق على أساس التكنولوجيا البريطانية التي طورتها Kellex. حتى هذه النقطة ، كلاهما كان قيد التطوير. كان لدى مختبر SAM 700 شخص يعملون في مجال الانتشار الغازي وكان لدى Kellex حوالي 900 شخص. أجرى الخبراء البريطانيون مراجعة شاملة ، واتفقوا على أن حاجز Kellex كان أفضل ، لكنهم شعروا أنه من غير المرجح أن يكون جاهزًا في الوقت المناسب. لم يوافق بيرسيفال سي كيث ، المدير الفني لكيليكس ،  على ذلك ، معتبراً أن شركته يمكن أن تجهزها وتنتجها بسرعة أكبر من حاجز نوريس-أدلر. استمع غروفز للخبراء البريطانيين قبل أن يتبنى رسمياً حاجز كيليكس في 5 يناير 1944.  
تولى جيش الولايات المتحدة مسؤولية شراء كميات كافية من النوع الصحيح من مسحوق النيكل.  في هذا ، كان البريطانيون قادرين على المساعدة. الشركة الوحيدة التي صنعتها كانت شركة Mond Nickel في Clydach في ويلز. بحلول نهاية يونيو 1945، كانت قد زودت مشروع مانهاتن بـ 5,000 طن كبير (5,100 t) من مسحوق النيكل ، الذي دفعته الحكومة البريطانية وتم توفيره للولايات المتحدة بموجب الإعارة والتأجير العكسي. 
خطط الأمريكيون لجعل مصنع K-25 في الإنتاج الكامل بحلول يونيو أو يوليو 1945. بعد أن استغرق الأمر عامين لتشغيل مراحل النموذج الأولي ، اعتبر الخبراء البريطانيون هذا الأمر متفائلًا بشكل لا يصدق ، وشعروا أنه ، باستثناء حدوث معجزة ، من غير المرجح أن يصل إلى هذه النقطة قبل نهاية عام 1946. هذا الرأي أساء لنظرائهم الأمريكيين وأضعف الحماس للتعاون ، وعادت البعثة البريطانية إلى المملكة المتحدة في يناير 1944. مسلحين بتقرير البعثة البريطانية ، تمكن تشادويك وأوليفانت من إقناع غروفز بتقليل هدف التخصيب الخاص بـ K-25 ؛ سيتم تخصيب ناتج K-25 إلى درجة الأسلحة عن طريق تغذيته في المصنع الكهرومغناطيسي. على الرغم من التوقعات المتشائمة للبعثة البريطانية ، كانت K-25 تنتج اليورانيوم المخصب في يونيو 1945. 
بعد مغادرة بقية البعثة ، بقي بيرلز وكورتي وفوكس في نيويورك ، حيث عملوا مع كيليكس. انضم إليهم هناك توني سكيرمي وفرانك كيرتون ، الذي وصل في مارس 1944. عاد كورتي إلى إنجلترا في أبريل 1944 وكيرتون في سبتمبر.  انتقل بيرلز إلى مختبر لوس ألاموس في فبراير 1944. تبعها Skyrme في يوليو ، وفوكس في أغسطس. 

## مشروع كهرومغناطيسي
في 26 مايو 1943، كتب أوليفانت إلى أبليتون ليقول إنه كان يفكر في مشكلة فصل النظائر الكهرومغناطيسية، واعتقد أنه ابتكر طريقة أفضل من طريقة لورانس ، والتي من شأنها أن تؤدي إلى تحسين الكفاءة من خمسة إلى عشرة أضعاف ، وجعل من العملي استخدام هذه العملية في بريطانيا. تمت مراجعة اقتراحه من قبل Akers و Chadwick و Peierls و Simon ، الذين وافقوا على أنه سليم. بينما فضلت غالبية الرأي العلمي في بريطانيا طريقة الانتشار الغازي ، لا يزال هناك احتمال أن يكون الفصل الكهرومغناطيسي مفيدًا كمرحلة نهائية في عملية التخصيب ، مع أخذ اليورانيوم الذي تم تخصيبه بالفعل إلى 50 في المائة بالعملية الغازية ، وتخصيبه ليورانيوم 235 نقي. وفقًا لذلك ، تم إطلاق أوليفانت من مشروع الرادار للعمل على سبائك الأنبوب ، وإجراء تجارب على طريقته في جامعة برمنغهام.  
التقى أوليفانت بجروفز وأوبنهايمر في واشنطن العاصمة في 18 سبتمبر 1943، وحاولا إقناعه بالانضمام إلى مختبر لوس ألاموس ، لكن أوليفانت شعر أنه سيكون أكثر فائدة في مساعدة لورانس في المشروع الكهرومغناطيسي.  وبناءً على ذلك ، وجهت اللجنة الفنية الفرعية أن أوليفانت وستة مساعدين سيذهبون إلى بيركلي ، ثم ينتقلون بعد ذلك إلى لوس ألاموس.  وجد أوليفانت أن لديه ولورانس تصميمات مختلفة تمامًا ، وأن التصميم الأمريكي تم تجميده ،  لكن لورانس ، الذي أعرب عن رغبته في انضمام أوليفانت إليه في المشروع الكهرومغناطيسي في وقت مبكر من عام 1942،  كان حريصًا على مساعدة Oliphant.  حصل أوليفانت على خدمات زميل فيزيائي أسترالي ، هاري ماسي، الذي كان يعمل مع الأميرالية في مناجم مغناطيسية، جنبًا إلى جنب مع جيمس ستايرز وستانلي ديوك ، الذين عملوا معه في تجويف المغنطرون. انطلقت هذه المجموعة الأولية لبيركلي في قاذفة B-24 Liberator في نوفمبر 1943.  وجد أوليفانت أن بيركلي كان يعاني من نقص في المهارات الأساسية ، وخاصة الفيزيائيين والكيميائيين والمهندسين. لقد نجح في إقناع السير ديفيد ريفيت ، رئيس مجلس البحث العلمي والصناعي في أستراليا ، بإطلاق سراح إريك بورهوب للعمل في المشروع.   تم تلبية طلباته للأفراد ، وزاد عدد البعثة البريطانية في بيركلي إلى 35، اثنان منهم ، روبن ويليامز وجورج بيج ، كانوا من النيوزيلنديين.  
شغل أعضاء البعثة البريطانية عدة مناصب رئيسية في المشروع الكهرومغناطيسي. أصبح أوليفانت نائبًا فعليًا للورنس ، وكان مسؤولاً عن مختبر بيركلي للإشعاع عندما غاب لورانس.  لا ينافسه لورانس سوى حماسه للمشروع الكهرومغناطيسي ،  وتجاوزت مشاركته المشكلات العلمية ، وامتدت إلى أسئلة السياسة مثل توسيع المصنع الكهرومغناطيسي ،  على الرغم من أنه لم ينجح في ذلك.   قدم الكيميائيون البريطانيون مساهمات مهمة ، ولا سيما هاري إميليوس وفيليب باكستر ، الكيميائي الذي كان مديرًا للأبحاث في آي سي آي ، وتم إرسالهما إلى كلينتون في مشروع مانهاتن للأعمال الهندسية في أوك ريدج ، تينيسي، في عام 1944 ردًا على طلب مساعدة في كيمياء اليورانيوم ، وأصبح مساعدًا شخصيًا للمدير العام.  وضعه كموظف في آي سي آي لم يكن مصدر قلق لغروفز. مُنحت البعثة البريطانية حق الوصول الكامل إلى المشروع الكهرومغناطيسي ، في كل من بيركلي وفي مصنع الفصل الكهرومغناطيسي Y-12 في أوك ريدج. بينما بقيت بعض البعثات البريطانية في بيركلي أو أوك ريدج لبضعة أسابيع فقط ، بقي معظمهم حتى نهاية الحرب.  عاد أوليفانت إلى بريطانيا في مارس 1945،  وحل محله ماسي كرئيس للبعثة البريطانية في بيركلي.

## مختبر لوس الاموس

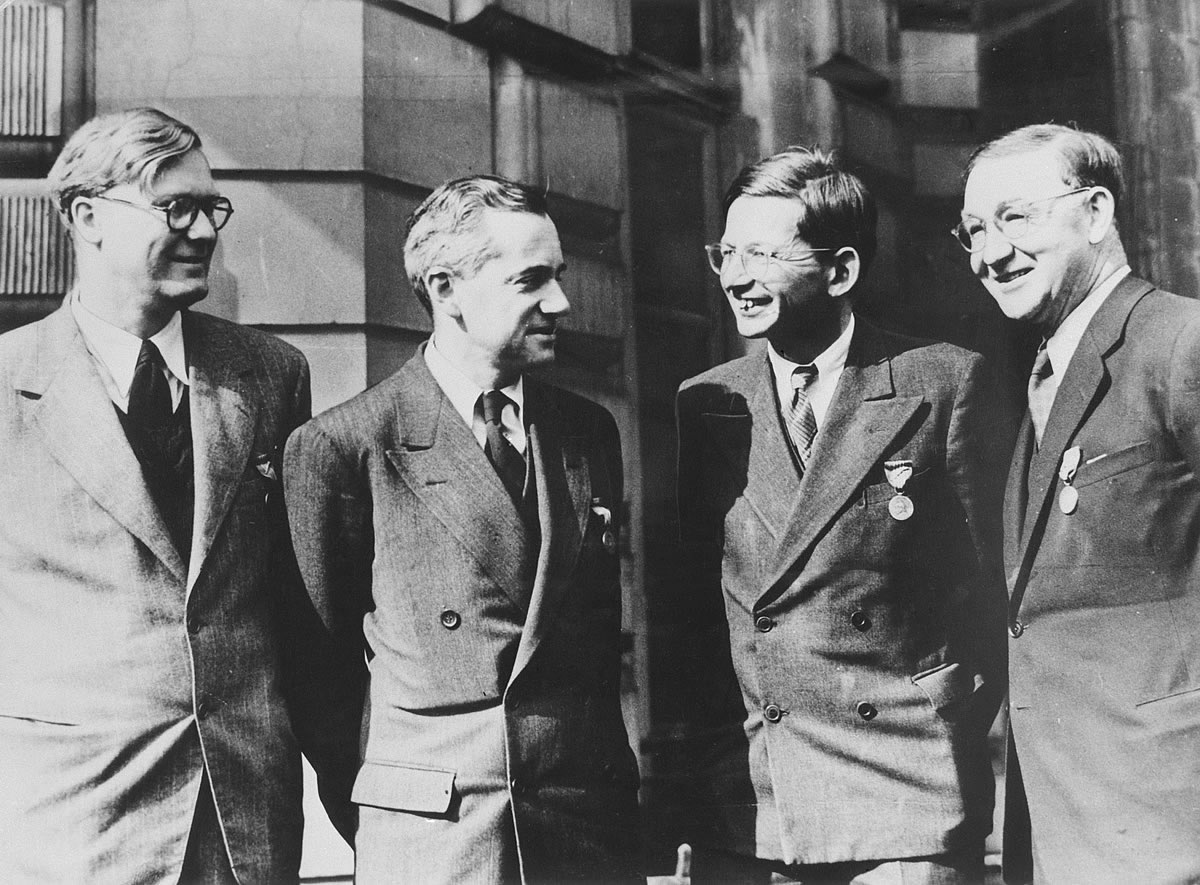
ويليام بيني وأوتو فريش ورودولف بيرلز وجون كوكروفت يرتدون ميداليات الحرية الممنوحة لخدماتهم في مشروع مانهاتن

عندما استؤنف التعاون في سبتمبر 1943، كشف جروفز وأوبنهايمر عن وجود مختبر لوس ألاموس لتشادويك وبييرلز وأوليفانت. أراد أوبنهايمر أن ينتقل الثلاثة إلى لوس ألاموس في أقرب وقت ممكن ، ولكن تقرر أن يذهب أوليفانت إلى بيركلي للعمل على العملية الكهرومغناطيسية وسيذهب بييرلز إلى نيويورك للعمل على عملية الانتشار الغازي.  ثم أُسندت المهمة إلى تشادويك. كانت الفكرة الأصلية ، التي فضلها غروفز ، هي أن يعمل العلماء البريطانيون كمجموعة تحت قيادة تشادويك ، والذين سيعملون عليهم. سرعان ما تم تجاهل هذا لصالح دمج البعثة البريطانية بالكامل في المختبر. لقد عملوا في معظم أقسامها ، حيث تم استبعادهم فقط من كيمياء البلوتونيوم وعلم المعادن. 
كان أول من وصل هو أوتو فريش وإرنست تيترتون وزوجته بيغي ، الذين وصلوا إلى لوس ألاموس في 13 ديسمبر 1943. في Los Alamos Frisch ، واصل عمله على دراسات الكتلة الحرجة ، والتي طور فيها Titterton دوائر إلكترونية لمولدات الجهد العالي ، ومولدات الأشعة السينية ، وأجهزة ضبط الوقت ، ودوائر الإشعال.  كانت بيجي تيترتون ، وهي مدربة مساعدة في معمل الفيزياء والمعادن ، واحدة من عدد قليل من النساء العاملات في لوس ألاموس في دور تقني. وصل تشادويك في 12 يناير 1944،  لكنه بقي لبضعة أشهر فقط قبل أن يعود إلى واشنطن العاصمة 
عندما عيّن أوبنهايمر هانز بيث رئيسًا للقسم النظري (T) المرموق في المختبر ، أساء إلى إدوارد تيلر، الذي أعطي مجموعته الخاصة ، والمكلفة بالتحقيق في قنبلة تيلر "السوبر" ، وفي النهاية تم تعيينه في قسم إنريكو فيرمي F. ثم كتب أوبنهايمر إلى جروفز يطلب إرسال بيرلز ليحل محل تيلر في القسم تي.  وصل بيرلز من نيويورك في 8 فبراير 1944،  وبعد ذلك خلف تشادويك كرئيس للبعثة البريطانية في لوس ألاموس.  عمل إيغون بريتشر في مجموعة تيلر سوبر ، كما فعل أنتوني فرينش ، الذي ذكر لاحقًا أنه «لم يكن لي في أي وقت أي علاقة بالقنبلة الانشطارية بمجرد ذهابي إلى لوس ألاموس.»  أصبح أربعة أعضاء من البعثة البريطانية قادة المجموعة: بريتشر (التجريب الفائق)، فريش (التجميعات الحرجة والمواصفات النووية)، بيرلز (الديناميكا المائية للانفجار) وجورج بلازيك (السلاح المركب).
وصل نيلز بور وابنه آجي، الفيزيائي الذي عمل كمساعد لوالده ، في 30 ديسمبر في أول زيارة من عدة زيارات كمستشار. هرب بوهر وعائلته من الدنمارك المحتلة إلى السويد. أحضره مفجر من طراز De Havilland Mosquito إلى إنجلترا حيث انضم إلى Tube Alloys. في أمريكا ، كان قادرًا على زيارة أوك ريدج ولوس ألاموس ،  حيث وجد العديد من طلابه السابقين. عمل بوهر كناقد وميسر ونموذج يحتذى به للعلماء الأصغر سنًا. وصل في وقت حرج ، وأجريت العديد من دراسات وتجارب الانشطار النووي بتحريض منه. لقد لعب دورًا مهمًا في تطوير مدك اليورانيوم ، وفي تصميم واعتماد البادئ النيوتروني المعدل . أدى وجوده إلى رفع الروح المعنوية وساعد في تحسين إدارة المختبر لتقوية العلاقات مع الجيش. 
عرف الفيزيائيون النوويون عن الانشطار ، لكن لم يعرفوا الديناميكا المائية للانفجارات التقليدية. نتيجة لذلك ، كانت هناك إضافتان للفريق قدمتا مساهمات كبيرة في هذا المجال من الفيزياء. كان أولًا جيمس تاك الذي كان مجال خبرته في الشحنات المشكلة المستخدمة في الأسلحة المضادة للدبابات لاختراق الدروع. فيما يتعلق بقنبلة البلوتونيوم ، كان العلماء في لوس ألاموس يحاولون التفكير في مسألة الانفجار الداخلي.  تم إرسال Tuck إلى Los Alamos في أبريل 1944 واستخدم مفهومًا جذريًا للعدسة المتفجرة والذي تم وضعه بعد ذلك في مكانه. صمم Tuck أيضًا بادئ Urchin للقنبلة بالعمل عن كثب مع Seth Neddermeyer . كان هذا العمل حاسمًا لنجاح القنبلة الذرية للبلوتونيوم: صرح العالم الإيطالي الأمريكي برونو روسي لاحقًا أنه بدون عمل Tuck لم يكن من الممكن أن تنفجر قنبلة البلوتونيوم في أغسطس  وكان الآخر هو السير جيفري تايلور، وهو مستشار مهم وصل بعد شهر للعمل أيضًا على هذه المشكلة. كان تواجد تايلور مرغوبًا للغاية في لوس ألاموس ، كما أخبر تشادويك لندن ، «أن أي شيء أقل من الاختطاف سيكون مبررًا».  تم إرساله ، وقدم أفكارًا مهمة حول عدم استقرار رايلي وتايلور.  كما أدت الحاجة الماسة لعلماء لديهم فهم للمتفجرات إلى حصول تشادويك على إطلاق سراح ويليام بيني من الأميرالية ، وويليام مارلي من مختبر أبحاث الطرق .  عمل بيرلز وفوكس على الديناميكا المائية للعدسات المتفجرة .  اعتبر بيث فوكس «أحد أكثر الرجال قيمة في قسمي» و «أحد أفضل علماء الفيزياء النظرية الذين لدينا.» 

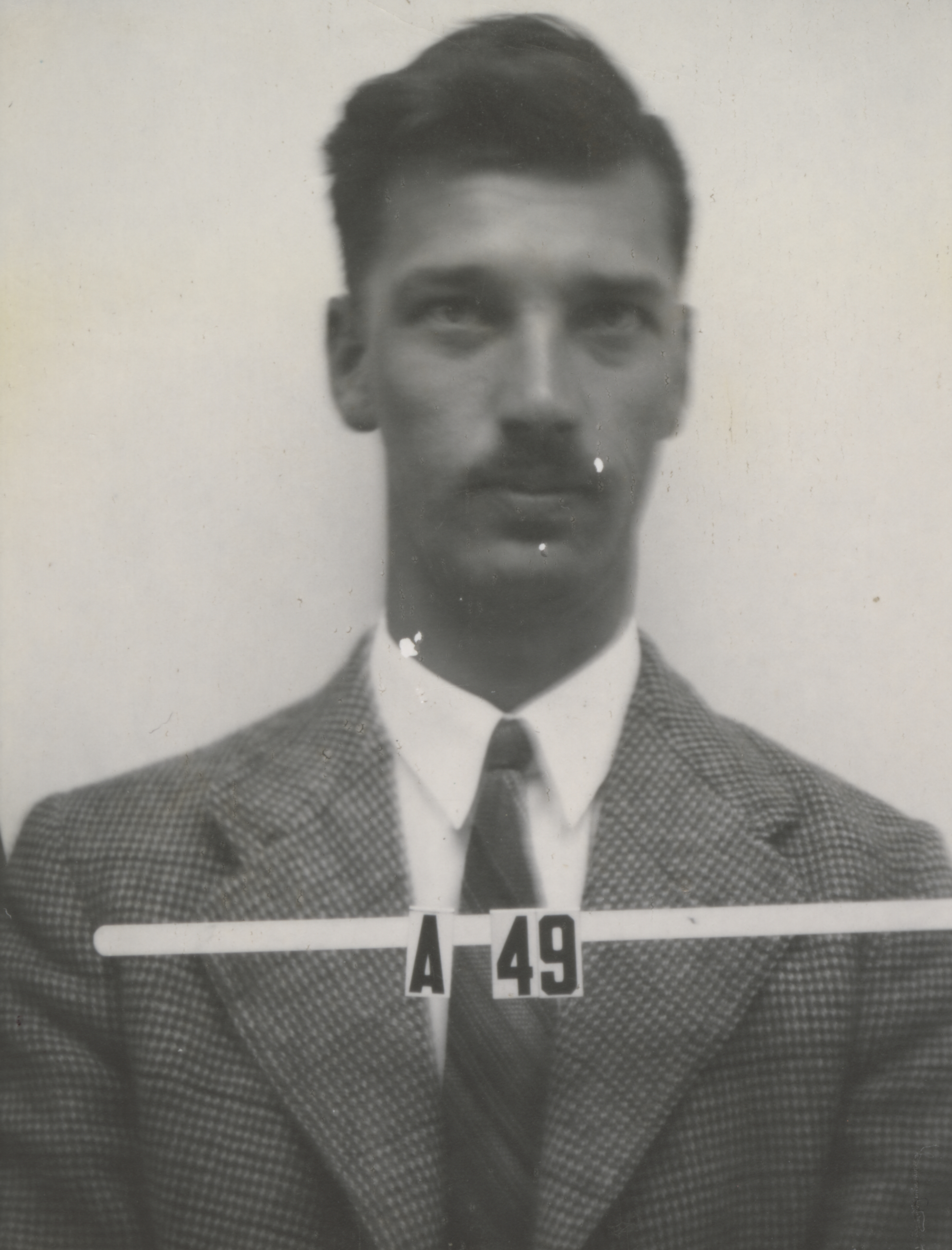
صورة بطاقة هوية جيمس تاك من لوس ألاموس

عمل ويليام بيني على وسائل لتقييم آثار انفجار نووي ، وكتب ورقة عن الارتفاع الذي يجب أن تنفجر فيه القنابل لتحقيق أقصى تأثير في الهجمات على ألمانيا واليابان. عمل كعضو في اللجنة المستهدفة التي أنشأها غروفز لاختيار المدن اليابانية للقصف الذري ،  وفي تينيان مع مشروع ألبيرتا كمستشار خاص. جنبا إلى جنب مع قائد المجموعة ليونارد شيشاير، الذي أرسله ويلسون كممثل بريطاني ، شاهد قصف ناغازاكي من طائرة المراقبة Big Stink. كما شكل أيضًا جزءًا من المهمة العلمية التي قام بها مشروع مانهاتن بعد الحرب إلى هيروشيما وناغازاكي والتي قيمت مدى الضرر الناجم عن القنابل. 
أعلن بيته أن:
من ديسمبر 1945، بدأ أعضاء البعثة البريطانية في العودة إلى ديارهم. غادر بيرلز في يناير 1946. بناءً على طلب نوريس برادبري، الذي حل محل أوبنهايمر كمدير للمختبر ، ظل فوكس حتى 15 يونيو 1946. شارك ثمانية علماء بريطانيين ، ثلاثة من لوس ألاموس وخمسة من المملكة المتحدة ، في عملية مفترق الطرق، التجارب النووية في بيكيني أتول في المحيط الهادئ. مع تمرير قانون الطاقة الذرية لعام 1946، المعروف باسم قانون مكماهون ، كان على جميع موظفي الحكومة البريطانية المغادرة. تم منح Titterton إعفاء خاص ، وظل حتى 12 أبريل 1947. انتهت البعثة البريطانية عندما غادر.  ظل كارسون مارك موظفًا حكوميًا كنديًا.  بقي في لوس ألاموس ، وأصبح رئيسًا لقسمتها النظرية في عام 1947، وهو المنصب الذي شغله حتى تقاعده في عام 1973. أصبح مواطنًا أمريكيًا في الخمسينيات من القرن الماضي.

## مواد العلف

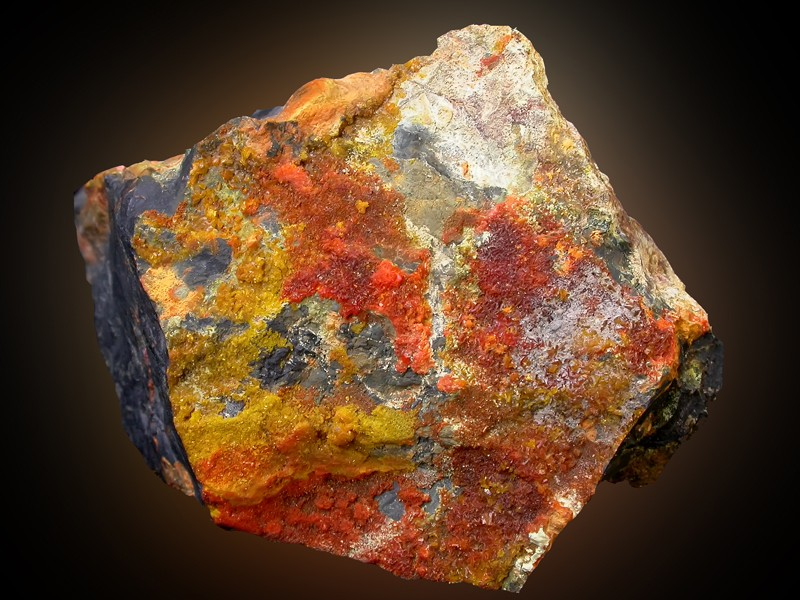
خام اليورانيوم من منجم شينكولوبوي في الكونغو

تم اقتراح صندوق التنمية المشترك من قبل لجنة السياسة المشتركة في 17 فبراير 1944. تم التوقيع على إعلان الثقة من قبل تشرشل وروزفلت في 13 يونيو 1944.  تمت الموافقة على الأمناء في اجتماع لجنة السياسة المشتركة في 19 سبتمبر 1944. كان أمناء الولايات المتحدة غروفز ، الذي انتخب رئيساً ، والجيولوجي تشارلز كاي ليث ، وجورج إل هاريسون. كان الأمناء البريطانيون هم السير تشارلز هامبرو ، رئيس البعثة البريطانية للمواد الخام في واشنطن العاصمة ، وفرانك لي من وزارة الخزانة البريطانية. مثل كندا جورج سي باتمان ، نائب وزير وعضو مجلس الموارد المشتركة الكندي. كان لكل من الحكومات الثلاث موظفوها الخاصون بموارد المواد الخام ، وكان صندوق التنمية المشترك وسيلة لتنسيق جهودهم.  
كان دور صندوق التنمية المشترك هو شراء أو التحكم في الموارد المعدنية التي يحتاجها مشروع مانهاتن ، وتجنب المنافسة بين الثلاثة. لم تكن بريطانيا بحاجة كبيرة لخامات اليورانيوم أثناء الحرب ، لكنها كانت حريصة على تأمين الإمدادات الكافية لبرنامج أسلحتها النووية عند انتهاء الحرب. كان من المقرر أن يأتي نصف التمويل من الولايات المتحدة والنصف الآخر من بريطانيا وكندا. الأولي $ 12.5 تم تحويل مليون دولار إلى Groves من حساب في مكتب وزير الخزانة الأمريكي هنري مورجنثاو الابن، والذي لم يكن خاضعًا للتدقيق والإشراف المحاسبي المعتاد. بحلول الوقت الذي استقال فيه غروفز من الصندوق الاستئماني في نهاية عام 1947، كان قد أودع 37.5 دولارًا مليون في حساب كان يسيطر عليه في Bankers Trust . ثم تم الدفع من هذا الحساب. 

أخذت بريطانيا زمام المبادرة في المفاوضات لإعادة فتح منجم شينكولوبوي في الكونغو البلجيكية، أغنى مصدر في العالم لخام اليورانيوم ، والذي غمرته المياه وأغلقت ، حيث أن 30 بالمائة من المخزون في Union Minière du Haut Katanga ، الشركة المالكة للمنجم. كانت تسيطر عليها المصالح البريطانية. أبرم السير جون أندرسون والسفير جون وينانت صفقة في مايو 1944 مع إدغار سينجير ، مدير يونيون مينيير ، والحكومة البلجيكية لإعادة فتح المنجم و 1,720 طن كبير (1,750 t) . خام يتم شراؤه بسعر 1.45 دولار للرطل.  تفاوض صندوق التنمية المشترك أيضًا على صفقات مع شركات سويدية للحصول على خام من هناك. اقترب أوليفانت من المفوض السامي الأسترالي في لندن ، السير ستانلي بروس، في أغسطس 1943 بشأن إمدادات اليورانيوم من أستراليا ، وقدم أندرسون طلبًا مباشرًا إلى رئيس وزراء أستراليا، جون كيرتن، أثناء زيارة الأخير لبريطانيا في مايو 1944 لبدء التعدين. التنقيب في أستراليا في الأماكن التي يعتقد بوجود رواسب اليورانيوم فيها.  بالإضافة إلى اليورانيوم ، قام صندوق التنمية المشترك بتأمين إمدادات الثوريوم من البرازيل وهولندا الشرقية وجزر الهند الشرقية والسويد والبرتغال.   في ذلك الوقت كان يُعتقد أن اليورانيوم معدن نادر ، وكان يُنظر إلى الثوريوم الأكثر وفرة كبديل محتمل ، حيث يمكن تعريضه للإشعاع لإنتاج اليورانيوم 233 ، وهو نظير آخر لليورانيوم مناسب لصنع القنابل الذرية . 

## الذكاء
في ديسمبر 1943، أرسل غروفز روبرت آر. فورمان إلى بريطانيا لإنشاء مكتب اتصال في لندن لمشروع مانهاتن لتنسيق الاستخبارات العلمية مع الحكومة البريطانية.  اختار غروفز رئيس الأنشطة الأمنية لمنطقة مانهاتن ، الكابتن هوراس كالفيرت ، لرئاسة مكتب الاتصال في لندن بلقب مساعد الملحق العسكري. عمل بالتعاون مع اللفتنانت كوماندر إريك ويلش ، رئيس القسم النرويجي في MI6 ، ومايكل بيرين من Tube Alloys.  تم تشكيل لجنة استخبارات أنجلو أمريكية من قبل جروفز وأندرسون في نوفمبر 1944، وتتألف من بيرين ، ويلش ، كالفيرت ، فورمان وآر في جونز . 
بناءً على طلب غروفز وفورمان ، تم إنشاء مهمة Alsos في 4 أبريل 1944 تحت قيادة المقدم بوريس باش لإجراء استخبارات في المجال المتعلق بمشروع الطاقة النووية الألماني.    فكر البريطانيون الأكثر خبرة في إنشاء مهمة منافسة ، لكنهم وافقوا في النهاية على المشاركة في مهمة السوس كشريك صغير.  في يونيو 1945، ذكر ويلش أن الفيزيائيين النوويين الألمان الذين أسرتهم بعثة السوس كانوا في خطر الإعدام من قبل الأمريكيين ، وقام جونز بترتيب نقلهم إلى فارم هول، وهو منزل ريفي في هانتينغدونشاير تم استخدامه للتدريب من قبل MI6 والمدير التنفيذي للعمليات الخاصة (SOE). تم التنصت على المنزل ، وتم تسجيل أحاديث العلماء. 

## نتائج

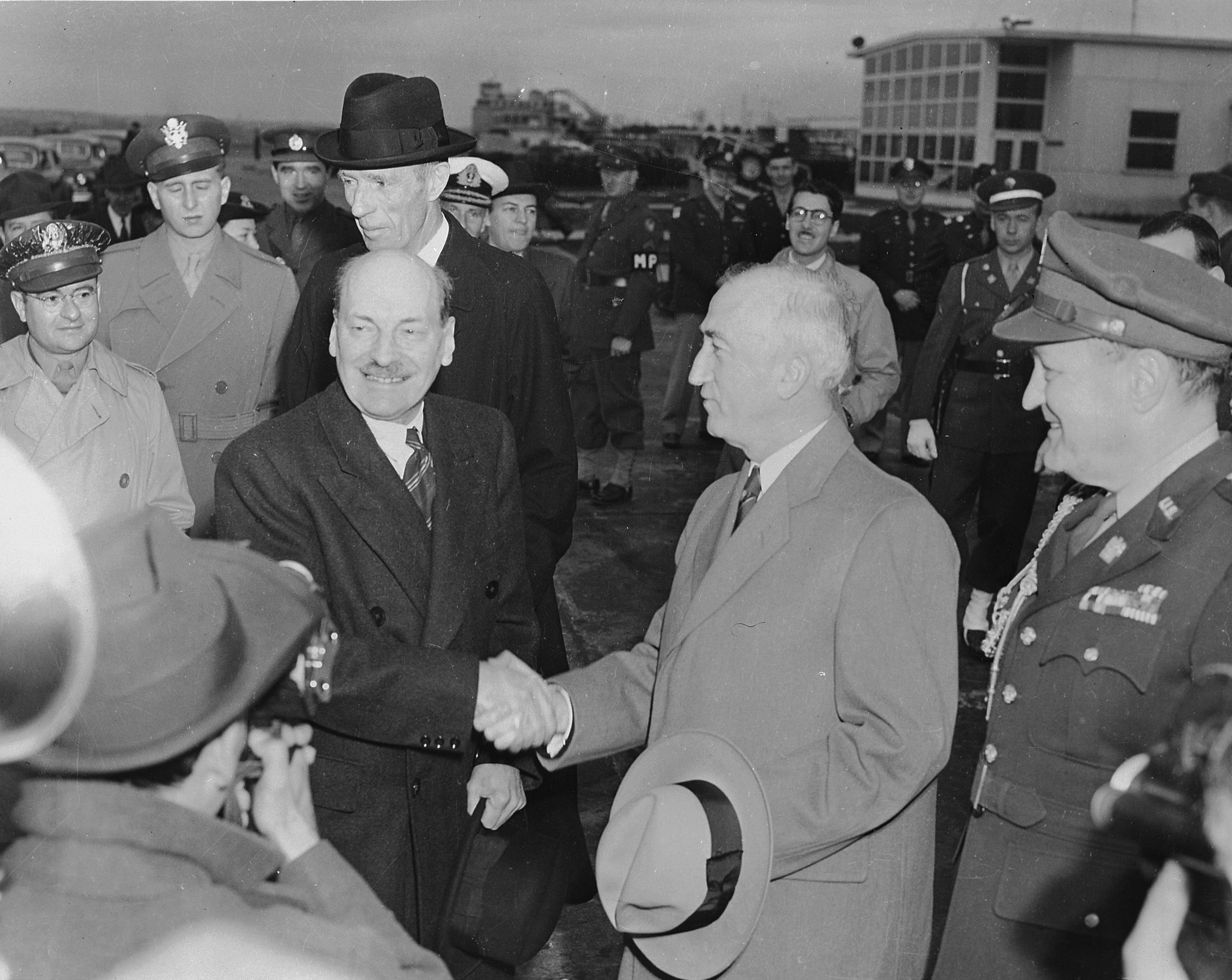
رئيس الوزراء ، كليمنت أتلي ، يصافح وزير خارجية الولايات المتحدة جيمس ف.بيرنز في 10 نوفمبر 1945

قدر جروفز البحث الذري البريطاني المبكر ومساهمات العلماء البريطانيين في مشروع مانهاتن ، لكنه ذكر أن الولايات المتحدة كانت ستنجح بدونهم. واعتبر المساعدة البريطانية «مفيدة ولكنها ليست حيوية»، لكنه أقر بأنه «بدون اهتمام بريطاني نشط ومستمر ، ربما لن تكون هناك قنبلة ذرية لإسقاطها على هيروشيما».  واعتبر أن مساهمات بريطانيا الرئيسية كانت التشجيع والدعم على المستوى الحكومي الدولي ، والمساعدة العلمية ، وإنتاج مسحوق النيكل في ويلز ، والدراسات الأولية والعمل المخبري. 
لم ينجو التعاون طويلاً من الحرب. توفي روزفلت في 12 أبريل 1945، ولم تكن اتفاقية هايد بارك ملزمة للإدارات اللاحقة.  في الواقع ، تم فقده جسديًا. عندما أثار ويلسون المسألة في اجتماع لجنة السياسة المشتركة في يونيو ، لم يتم العثور على النسخة الأمريكية.  أرسل البريطانيون نسخة من ستيمسون في 18 يوليو 1945.  حتى ذلك الحين ، شكك غروفز في صحة الوثيقة حتى تم العثور على النسخة الأمريكية بعد ذلك بسنوات في أوراق نائب الأدميرال ويلسون براون الابن، مساعد روزفلت البحري ، على ما يبدو أخطأ شخص ما غير مدرك لما كانت عليه سبائك الأنبوب ، والذي اعتقد أن لها علاقة بالمدافع البحرية.   
ترومان، الذي خلف روزفلت في وفاة الأخير ، كليمنت أتلي، الذي حل محل تشرشل كرئيس للوزراء في يوليو 1945، أندرسون ووزير خارجية الولايات المتحدة جيمس ف.بيرنز أثناء رحلة بحرية على متن قارب على نهر بوتوماك، ووافقت على مراجعة اتفاقية كيبيك. في 15 نوفمبر 1945، التقى غروفز وروبرت ب. باترسون وجورج إل هاريسون بوفد بريطاني يتكون من أندرسون وويلسون ومالكولم ماكدونالد وروجر ماكينز ودينيس ريكيت لإعداد بيان. واتفقا على الإبقاء على لجنة السياسات المشتركة والصندوق الاستئماني المشترك للتنمية. تم استبدال شرط اتفاق كيبيك «للموافقة المتبادلة» قبل استخدام الأسلحة النووية بواحد من أجل «التشاور المسبق»، وكان يجب أن يكون هناك «تعاون كامل وفعال في مجال الطاقة الذرية»، ولكن في مذكرة النوايا الأطول التي تم التوقيع عليها بواسطة غروفز وأندرسون ، كان هذا فقط «في مجال البحث العلمي الأساسي». أخذ باترسون البيان إلى البيت الأبيض ، حيث وقع عليه ترومان وأتلي في 16 نوفمبر 1945. 

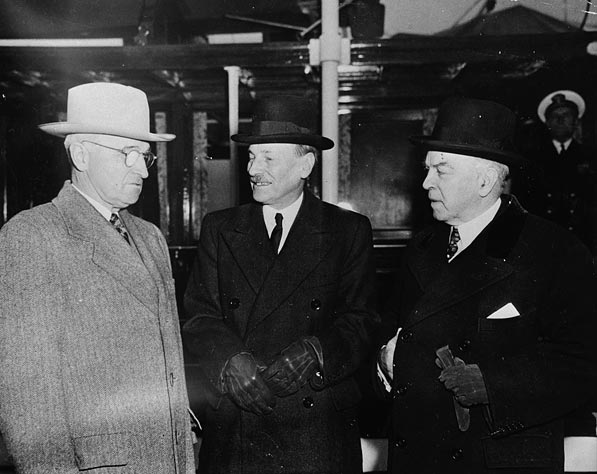
الرئيس هاري ترومان ورئيسا الوزراء كليمنت أتلي وماكنزي كينغ على متن للمناقشات حول الأسلحة النووية ، نوفمبر 1945

لم ينتج الاجتماع التالي للجنة السياسة المشتركة في 15 أبريل 1946 أي اتفاق بشأن التعاون ، وأسفر عن تبادل الكابلات بين ترومان وأتلي. أرسل ترومان برقية في 20 أبريل مفادها أنه لا يرى البيان الذي وقع عليه باعتباره يلزم الولايات المتحدة بمساعدة بريطانيا في تصميم وبناء وتشغيل محطة للطاقة الذرية.  رد أتلي في 6 يونيو 1946  «لم يخف الكلمات ولم يخفي استيائه وراء الفروق الدقيقة في اللغة الدبلوماسية.»  لم يكن الخلاف هو التعاون التقني فقط ، الذي كان يختفي سريعًا ، ولكن تخصيص خام اليورانيوم. خلال الحرب ، لم يكن هذا مصدر قلق كبير ، لأن بريطانيا لم تكن بحاجة إلى أي خام ، لذلك ذهب كل إنتاج مناجم الكونغو وكل الخام الذي استولت عليه بعثة Alsos إلى الولايات المتحدة ، ولكن الآن أصبح مطلوبًا من قبل البريطانيين. مشروع ذري. توصل تشادويك وجروفز إلى اتفاق يتم بموجبه تقاسم الخام بالتساوي. 
قانون مكماهون ، الذي وقعه ترومان في 1 أغسطس 1946، ودخل حيز التنفيذ في منتصف ليل 1 يناير 1947،  أنهى التعاون الفني. منعت سيطرتها على «البيانات المقيدة» حلفاء الولايات المتحدة من تلقي أي معلومات.  مُنع باقي العلماء من الوصول إلى الأوراق التي كتبها قبل أيام فقط.  ظلت شروط اتفاقية كيبيك سرية ، لكن كبار أعضاء الكونجرس أصيبوا بالرعب عندما اكتشفوا أنها أعطت البريطانيين حق النقض ضد استخدام الأسلحة النووية.  أثار قانون مكماهون استياء العلماء والمسؤولين البريطانيين على حد سواء ، وأدى مباشرة إلى القرار البريطاني في يناير 1947 لتطوير أسلحتها النووية.  في يناير 1948، أبرم كل من بوش وجيمس فيسك وكوكروفت وماكينزي اتفاقية عُرفت باسم الطريقة المؤقتة ، والتي سمحت بمشاركة محدودة للمعلومات التقنية بين الولايات المتحدة وبريطانيا وكندا. 
مع بداية الحرب الباردة، برد الحماس في الولايات المتحدة للتحالف مع بريطانيا أيضًا. وجد استطلاع للرأي أجري في سبتمبر 1949 أن 72 في المائة من الأمريكيين وافقوا على أنه لا ينبغي للولايات المتحدة «مشاركة أسرار الطاقة الذرية مع إنجلترا».  تلطخت سمعة البعثة البريطانية إلى لوس ألاموس عام 1950 عندما أعلن أن فوكس كان جاسوسًا ذريًا سوفيتيًا. لقد أضرت بالعلاقة بين الولايات المتحدة وبريطانيا ، وقدمت ذخيرة لمعارضين في الكونغرس للتعاون مثل السناتور بورك ب. هيكنلوبر.
قدمت المشاركة البريطانية في زمن الحرب في مشروع مانهاتن مجموعة كبيرة من الخبرات التي كانت حاسمة لنجاح الأبحاث شديدة الانفجار، برنامج الأسلحة النووية في المملكة المتحدة بعد الحرب ،  على الرغم من أنه لم يكن بدون ثغرات مهمة ، كما هو الحال في المجال من تعدين البلوتونيوم.  أدى تطوير الردع النووي البريطاني المستقل إلى تعديل قانون الطاقة الذرية في عام 1958، وإلى استئناف العلاقات النووية الخاصة بين أمريكا وبريطانيا بموجب اتفاقية الدفاع المشترك بين الولايات المتحدة والمملكة المتحدة لعام 1958 .  

## ملحوظات
1. 1 2 3 4 5 6 7 8 9 10 11 12 13 14 15 16  Szasz 1992.
2. 1 2 3 4 5 6 7 8 9 10 11 12 13 14 15 16 17 18 19 20 21 22 23 24 25 26 27 28 29 30 31 32 33 34 35 36 37 38 39 40 41 42 43  Gowing 1964.
3. ↑  Bernstein، Jeremy (2011). "A memorandum that changed the world" (PDF). American Journal of Physics. ج. 79 ع. 5: 440–446. Bibcode:2011AmJPh..79..440B. DOI:10.1119/1.3533426. ISSN:0002-9505. مؤرشف من الأصل (PDF) في 2022-05-16.
4. 1 2 3 4 5 6 7 8 9 10 11 12 13 14 15 16 17 18 19 20  Hewlett & Anderson 1962.
5. 1 2 3  Phelps 2010.
6. ↑  Rhodes 1986.
7. 1 2 3 4 5 6 7 8 9  Bernstein 1976.
8. 1 2 3 4 5 6  Paul 2000.
9. 1 2 3 4 5 6 7  Groves 1962.
10. 1 2 3  Farmelo 2013.
11. ↑  United States Department of State 1943.
12. 1 2 3 4 5 6 7 8 9 10 11 12  Jones 1985.
13. ↑  Dahl 1999.
14. 1 2  Laurence، George C. (مايو 1980). "Early Years of Nuclear Energy Research in Canada". Atomic Energy of Canada Limited. مؤرشف من الأصل في 2022-03-04. اطلع عليه بتاريخ 2015-01-03.
15. ↑  "ZEEP – Canada's First Nuclear Reactor". Canada Science and Technology Museum. مؤرشف من الأصل في 2014-03-06.
16. ↑  United States Department of State 1944a.
17. ↑  Clark 1961.
18. ↑  National Academy of Engineering (1979). "Percival C. Keith, Jr". National Academies. ISBN:9780309034821. NAP:14723. مؤرشف من الأصل في 2021-08-17.
19. 1 2 3 4  Cockburn & Ellyard 1981.
20. 1 2  Binnie، Anna (2006). "Oliphant, the Father of Atomic Energy" (PDF). Journal and Proceedings of the Royal Society of New South Wales. ج. 139 ع. 419–420: 11–22. ISSN:0035-9173. مؤرشف من الأصل (PDF) في 2022-04-28.
21. ↑  "Rivett to White". Department of Foreign Affairs and Trade. 5 يناير 1944. مؤرشف من الأصل في 2022-05-16. اطلع عليه بتاريخ 2015-02-23.
22. ↑  Priestley 2013.
23. ↑  Priestley، Rebecca. "New Zealand scientists on the Manhattan Project". Science & stuff. مؤرشف من الأصل في 2014-12-23. اطلع عليه بتاريخ 2014-12-15.
24. ↑  "Eric H. S. Burhop interviewed by Hazel de Berg for the Hazel de Berg collection". المكتبة الوطنية الأسترالية. مؤرشف من الأصل في 2022-03-04. اطلع عليه بتاريخ 2015-02-25.
25. ↑  "Obituary: Lady Titterton, 1921–1995". كانبرا تايمز. National Library of Australia. 23 أكتوبر 1995. ص. 2. مؤرشف من الأصل في 2022-06-16. اطلع عليه بتاريخ 2014-12-21.
26. 1 2 3 4 5  Hawkins, Truslow & Smith 1961.
27. ↑  Wellerstein، Alex (8 أغسطس 2012). "The Height of the Bomb". Restricted Data. مؤرشف من الأصل في 2022-05-10. اطلع عليه بتاريخ 2015-01-02.
28. ↑  "Project Alberta/Destination Team roster of personnel". The Manhattan Project Heritage Preservation Association. مؤرشف من الأصل في 2022-03-04. اطلع عليه بتاريخ 2014-03-08.
29. ↑  Laurence، William L. "Eyewitness Account of Atomic Bomb Over Nagasaki". National Science Digital Library. مؤرشف من الأصل في 2022-01-02. اطلع عليه بتاريخ 2013-03-18.
30. ↑  Fakley 1983، صفحة 189.
31. ↑  Hilchey، Tim (9 مارس 1997). "J. Carson Mark, 83, Physicist In Hydrogen Bomb Work, Dies". نيويورك تايمز. مؤرشف من الأصل في 2022-05-16. اطلع عليه بتاريخ 2009-08-04.
32. ↑  "Staff Biographies – J. Carson Mark". مختبر لوس ألاموس الوطني. مؤرشف من الأصل في 2012-07-16. اطلع عليه بتاريخ 2014-10-01.
33. ↑  United States Department of State 1944.
34. ↑  United States Department of State 1945.
35. ↑  Helmreich 1986.
36. 1 2 3  Jones 1978.
37. ↑  Pash 1969.
38. ↑  Nichols 1987.
39. 1 2 3 4 5 6  Gowing & Arnold 1974.
40. ↑  Calder 1953.
41. 1 2  Young، Ken. "Trust and Suspicion in Anglo-American Security Relations: the Curious Case of John Strachey". History Working Papers Project. مؤرشف من الأصل في 2022-01-04. اطلع عليه بتاريخ 2015-01-02.
42. ↑  Gott 1963.
43. ↑  "Public Law 85-479" (PDF). US Government Printing Office. 2 يوليو 1958. مؤرشف من الأصل (PDF) في 2022-06-10. اطلع عليه بتاريخ 2013-12-12.

## روابط خارجية
- "Conant on the Role of the British in the Manhattan Project" (PDF). Nuclear Secrecy. 14 ديسمبر 1942. اطلع عليه بتاريخ 2015-03-12.
- "British Group associated with the Manhattan Project (Mark Oliphant Group)". إدارة الأرشيف والوثائق الوطنية. اطلع عليه بتاريخ 2015-03-17.